# Sonatine (film)
Sonatine (Japans: ソナチネ; Sonachine) is een Japanse Yakuzafilm uit 1993, geschreven, gemonteerd en geregisseerd door Takeshi Kitano, die ook de hoofdrol in de film vervult. Na een mindere première in Japan zelf werd de film internationaal goed geprezen en won hij verschillende prijzen. Kitano vestigde er zijn naam als regisseur mee en het werd een van zijn bekendste en meest gewaardeerde films, die hem een internationale schare aan fans opleverde.

## Verhaal
Kitano speelt de rol van Murakawa, een gangster uit Tokio die moe is gestreden in zijn leven als Yakuza. Zijn baas stuurt hem naar Okinawa, ogenschijnlijk om te bemiddelen in een dispuut tussen de Nakamatsu- en Anan-clans. Zijn 'baan' als gangster is een sleur geworden en wanneer een eigenaar van een mahjongcasino moet worden bedreigd, gaat het zelfs helemaal fout. De man verdrinkt uiteindelijk, omdat Murakawa en zijn mannen te druk in gesprek zijn over de aankomende reis naar Okinawa en vergeten dat ze iemand te lang onder water laten hangen.
Murakawa vermoedt dat de reis naar Okinawa een manier moet zijn om van hem af te komen en slaat zelfs Takahashi, een van zijn collega's die hij niet vertrouwt, in elkaar. Uiteindelijk vertrekt hij toch en Murakawa merkt dan eenmaal aangekomen dat het conflict inderdaad weinig lijkt voor te stellen. Het tijdelijke hoofdkwartier dat is opgezet wordt doelwit van een aanslag, waarna de mannen van Murakawa in een hinderlaag in een bar lopen, waarbij verschillende slachtoffers vallen.
De overlevenden vluchten naar de kust, waar ze hun heil zoeken in een verlaten huis dat eigendom is van een van de Nakamatsu-leden. Ze besluiten daar te blijven tot alle onrust voorbij is. Terwijl ze daar verblijven krijgt de groep het steeds meer naar hun zin en ze vermaken zich met spelletjes en practical jokes. De spelletjes die ze spelen hebben desondanks wel een gewelddadig karakter. Wanneer twee van zijn mannen om beurten een bierblikje bij elkaar van het hoofd proberen te schieten, maakt Murakawa er een Russische roulette van. Hij richt het pistool op zijn hoofd en schiet. De kamer blijkt leeg en Murakawa overleeft zijn cynische grap.
Later droomt Murakawa van zijn eigen spel Russische roulette, maar in zijn droom is het revolver wel geladen en schiet hij zichzelf dood. Eenmaal wakker trekt hij naar de kustlijn, en ziet buiten een wagen aankomen. Een man stapt uit, sleept een vrouw met zich mee en probeert haar te verkrachten. Murakawa kijkt de gebeurtenissen een tijdje stoïcijns aan, en loopt dan langs de twee. De man realiseert zich dat hij de hele tijd bekeken is, en schreeuwt naar Murakawa, die hem vervolgens een kopstoot geeft. De verkrachter trekt een mes, en bedreigt Murakawa die niets anders doet dan zijn bedreiger doodschieten. Tegenover zijn eigen mannen zou hij echter verklaren dat de vrouw haar verkrachter zelf heeft doodgeschoten. Ze sluit zich aan bij het gezelschap en is daarop ook regelmatig in het huis waar Murakawa en zijn mannen nu tijdelijk wonen te vinden.
Een huurmoordenaar, vermomd als visser, dient zich aan. Hij weet verschillende mensen te vermoorden, waaronder de baas van de Nakamatsuclan en een van Murakawa's mannen, in het midden van een spelletje frisbee. Nadat ze ontdekken dat Takahashi in Okinawa is aangekomen gaan Murakawa en twee van zijn overlevende compagnons naar diens hotel. Ze vinden hem daar eerst niet, maar lopen Takahashi en de huurmoordenaar dan toch plots tegen het lijf. Er volgt een vuurgevecht waarbij de mannen van Murakawa om het leven komen en ook de huurmoordenaar dood achterblijft. Murakawa ondervraagt Takahashi en ontdekt zo dat men inderdaad van hem af wilde. Zijn baas wilde een verbond sluiten met de Ananclan, en Murakawa moest gedood worden om gemakkelijk zijn territorium over te kunnen nemen. De ontmoeting van zijn baas en de Ananclan is die avond in het hotel. Takahashi wordt vermoord en Murakawa smeedt een plan met zijn laatste bendelid. Die helpt hem met het opzetten van een plan waarmee de elektriciteit in het hotel in één keer uitvalt. De vrouw in het huis, terug aan de kust, krijgt van Murakawa te horen dat hij misschien nog terugkomt waarop ze besluit daar op hem te wachten.
Die avond, terwijl alle Yakuza bij het hotel arriveren voor de meeting vraagt het Nakamatsu-lid aan Murakawa hem mee te nemen. Hij moet tevens aan Murakawa bekennen dat hij ook moe van het bendeleven is.
Wanneer de elektriciteit in het hotel zoals gepland uitvalt, gaat Murakawa het hotel binnen en slacht beide clans af met een aanvalsgeweer. De vrouw heeft inderdaad op hem gewacht in het huis bij de kust. Ze staat op straat te wachten en Murakawa rijdt in een auto ook naar de kust. Ze ontmoeten elkaar niet, Murakawa parkeert zijn auto alleen aan de kant en pleegt zelfmoord door zichzelf in het hoofd te schieten.

## Rolverdeling
| Acteur             | Personage         |
| ------------------ | ----------------- |
| Takeshi Kitano     | Murakawa          |
| Aya Kokumai        | Miyuki            |
| Tetsu Watanabe     | Uechi             |
| Masanobu Katsumura | Ryoji             |
| Susumu Terajima    | Ken               |
| Ren Osugi          | Katagiri          |
| Tonbo Zushi        | Kitajima          |
| Ken'ichi Yajima    | Takahashi         |
| Eiji Minakata      | de huurmoordenaar |

## Productie
De film bestaat uit vier hoofdscènes: Yakuza moeten naar Okinawa, ze arriveren, het vuurgevecht in het hotel en de zelfmoord. Kitano verklaarde dat hij de film spontaan liet ontstaan, de film die hij regisseerde ontstond rondom deze vier scènes.
De filmtitel Sonatine komt van de term sonatine, uit de muziek. Kitano verklaart daarover dat bij het leren pianospelen, een student bij een sonatine moet kiezen welke kant hij op wil. Wordt het klassiek, jazz, of iets anders. De speler moet een keuze maken, net als Murakawa in de film.
De originele filmposter is een aan een speer gespieste Napoleonvis. Volgens Kitano was dit type vis ooit een veelvoorkomende soort in de oceaan ten zuiden van Japan, maar neemt het aantal af. De achtergrond van de poster ligt simpelweg in het feit dat Kitano het contrast tussen een "mooi gevormde" vis, en het moordwapen waarop deze gespiest is opvallend is.

## Soundtrack
De soundtrack voor Sonatine is gecomponeerd door Joe Hisaishi. De muziek won de Japan Academy Prizey voor muziek in 1994. De bijbehorende CD is uitgegeven in 1993 door Toshiba EMI, en later in Frankrijk door Milan Records.
1. "Sonatine I (Act of Violence)"
2. "Light and Darkness"
3. "Play on the Sands"
4. "Rain After That"
5. "On the Fullmoon of Mystery"
6. "Into a Trance"
7. "Sonatine II (In the Beginning)"
8. "Magic Mushroom"
9. "Eye Witness"
10. "Runaway Trip"
11. "Moebius Band"
12. "Die Out of Memories"
13. "See You..."
14. "Sonatine III (Be Over)"

## Ontvangst
Commercieel was Sonatine na de première een flop in Japan, maar in het Westen werd de film juist positief ontvangen. Reviewsite Rotten Tomatoes meldde over de film dat 88% van 25 critici over de film en positief oordeel velden, met een gemiddelde van 7,4 uit 10 punten. Dat de film in Japan eerst flopte is wellicht te wijten aan de bekendheid van Kitano als slapstick acteur daar. Het Japanse publiek had daardoor moeite de 'clown' Kitano serieus te nemen in een rol als gangster. Dit vooroordeel speelde in de Westerse wereld, waar Kitano niet in die mate op die manier bekend was, niet.

## Prijzen
Sonatine won de Cariddi D'oro award voor Beste Film op het Taormina Film Fest in 1993. Aya Kokumai kreeg de aanmoedigingsprijs voor beste nieuwkomer bij de 3e editie van de Japan Film Professional Awards. De soundtrack won de Japan Academy Prize in 1994 in de muziekcategorie. In 1995 won Sonatine daarnaast de Recensentenprijs op het Festival du Film Policier de Cognac.